# Утреннее солнце сияет
«Утреннее солнце сияет» (яп. 朝日は輝く асахи ва кагаяку, англ. The Morning Sun Shines) — японский немой художественно-документальный фильм 1929 года. Режиссёрами-постановщиками выступили Кэндзи Мидзогути и Сэйити Ина. Премьера фильма состоялась 12 апреля 1929 года. Большая часть фильма не сохранилась до наших дней. Кинолента была заказана кинематографистам студии «Никкацу» газетным холдингом «Асахи симбун» (Осака), чтобы отметить пятидесятую годовщину основания популярной газеты (Асахи в буквальном переводе — «утреннее солнце»). Хотя Кэндзи Мидзогути (1898 —1956) был сорежиссёром на этом проекте, сейчас невозможно установить, был ли он постановщиком сохранившегося киноматериала. Около четверти оригинального фильма сохранилось в том виде, который выглядит как перемонтированная версия, чисто рекламная и почти лишённая сцен, сыгранных актёрами. Сохранившиеся кадры состоят из боевых сцен, на которых репортёр следит за огнём с борта корабля, из самолёта и лодки, а затем передаёт материал мотоциклисту, спешащему с ним в редакцию. Тем самым давая зрителю представление о журналистике, как о героической профессии. В фильме также показаны документальные кадры процесса издания газеты, такие как типографская работа: корректура, подготовка листов бумаги и свинца, печать ротационным методом и доставка тиража.

## Сюжет
После окончания университета двое молодых людей, Хаябуса и Кусака, устраиваются на журналистскую работу в газету «Асахи симбун» (Осака). Президент газетного холдинга Акидзуки не доволен доходами компании и даёт им задание работать более оперативно и мобильно. На экране показана вся мощь печатной индустрии. В хроникальных эпизодах нам проиллюстрирован процесс создания газеты: от того как репортёры сдают свои заметки наборщикам, через нанесение удара по печатным формам и запуск роторного пресса, до изображения работников доставки, покидающих двери типографии и спешащих распространить свежий выпуск издания.

## В ролях
- Эйдзи Накано — Тоситаро Хаябуса, репортёр газеты
- Хиротоси Мурата — Кайсан Кусака, репортёр газеты
- Хэйтаро Дои — Акидзуки, президент компании
- Ранко Сава — Асако, дочь Акидзуки
- Нобуо Иидзука — Симпэй, сын Акидзуки
- Такако Ириэ — Куриэда, девушка в лифте
- Дзёдзи Ока (в титрах — Сусуму Минобэ) — Хироо Карасаки, глава делегации